# Mahinahina
Mahinahina – jednostka osadnicza w Stanach Zjednoczonych, w hrabstwie Maui.